# Norsk Helikopterservice
Norsk Helikopterservice AS var ett norskt helikopterbolag som flög personal och förnödenheter mellan det norska fastlandet och oljeplattformar offshore i Nordsjön. 

## Historik
Norsk Helikopterservice grundades 2009 av den tidigare helikopterpiloten Bjørn Veum Seljevold. Han tog namnet från de två då dominerande norska helikopterföretagen Helikopter Service AS (idag CHC Helikopter Service) och Norsk Helikopter AS (idag Bristow Norway). 
Företaget etablerade sig på Sola flygplats utanför Stavanger och ingick samarbete med det brittiska företaget Bond Offshore Helicopters i Aberdeen i Skottland. Bonds ägare Avincis-gruppen (sedan 2014 ingående i Babcock International), gick in som majoritetsägare.
Flygverksamheten började i juni 2012 med en inhyrd AgustaWestland AW139. Kanadensiska HNZ Group köpte 2015 49,9 % av aktierna i Norsk Helikopterservice, som då flög sedan 2013 med helikoptrar av typ Sikorsky S-92.

HNZ Group meddelade den 5 juli 2017 att Norsk Helikopterservices flygverksamhet lagts ned per den 30 juni 2017.